# 奇姆肯特市槍擊案
奇姆肯特市槍擊案，是發生在哈薩克斯坦共和國第三大城市奇姆肯特市的一起針對副市長的槍擊案，發生于4月21日。

## 起因
經當地警方調查顯示，哈薩克斯坦共和國奇姆肯特副市長别尔杰诺夫的下屬因被解僱，怀恨在心，于是对别尔杰诺夫进行了报复。

## 经过
哈萨克斯坦时间20时30分左右，奇姆肯特市政府大楼枪手对别尔杰诺夫连开三枪，伤及肺部和肝脏，后被警方抓获。受害者经手术，其生命体征恢复稳定。